# Новополье (Вологодская область)
Новополье — деревня в Бабаевском районе Вологодской области.
Входит в состав Санинского сельского поселения (с 1 января 2006 года по 13 апреля 2009 года входила в Волковское сельское поселение), с точки зрения административно-территориального деления — в Волковский сельсовет.
Расположена на левом берегу реки Шогда. Расстояние до районного центра Бабаево по автодороге — 52 км, до центра муниципального образования деревни Санинская по прямой — 20 км. Ближайшие населённые пункты — Архангельское, Комарово, Тырпец.
По данным переписи в 2002 году постоянного населения не было.